# 일주일 (1920년 영화)
《일주일》(One Week) 은 1920년 개봉한 버스터 키턴 출연의 코미디 영화이다. 이 영화는 버스터 키턴이 로스코에 아버클로부터 독립해서 최초로 만든 단편 영화로 시빌 실리와 조 로버츠가 출연한다.

## 줄거리
갓 신혼한 버스터와 그의 아내. 삼촌은 그들에게 조립식 집을 준다. 어렵게 99번지에서 집을 짓지만 아내의 전 남자 친구가 번호를 바꾸느라 이상하게 된다. 어렵게 다 지었지만 폭풍에 집이 더 이상하게 변하는 데다 알고 보니 99번지가 아니라 66번지였다. 99번지로 옮기려다 철로에 온 그들의 집은 기차를 만나 산산조각이 난다.

## 캐스팅
- 버스터 키턴 - 버스터
- 시빌 실리 - 아내
- 조 로버츠 - 피아노 운반하는 사람

## 에피소드
- 《일주일》은 1919년에 포드에서 제작된 교육 영화 《집 짓기》에서 영감을 받았다. 키튼은 이 영화를 본 후 패러디하기로 결심하였는데 영화 속 달력을 찢는 장면은 《집 짓기》를 따라한 장면이다. 한편 영화 속 차들은 모두 포드의 모델 T이다.[2]

- 시빌 실리는 영화에 출연하였을 때 나이가 겨우 18살이었다. 그녀는 키턴과 많은 영화를 찍었는데 1922년 이후로 그녀는 더 이상 찍지 않았다. 그녀는 1984년에 사망하였다.[3]

- 단역에 가까운 피아노 운반공으로 나온 조 로버츠는 이후 키턴의 영화에 주로 악역으로 등장한다. 그는 《우리의 환대》를 찍고 나서 뇌졸중으로 사망하였다.

- 키턴의 라이벌로 나오는 아내의 예전의 애인은 현재 누구인지 알려져 있지 않다.

- 영화에 나오는 집은 전차대 위에 만들어졌다. 따라서 폭풍우 장면에서 집이 돌아갈 수 있었다.

- 2008년에 《일주일》은 미국 의회도서관 소속의 국립 영화 보관소에 영구 보존되기로 결정되었다.

## 갤러리

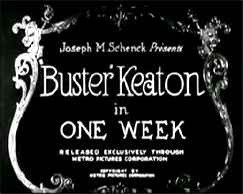
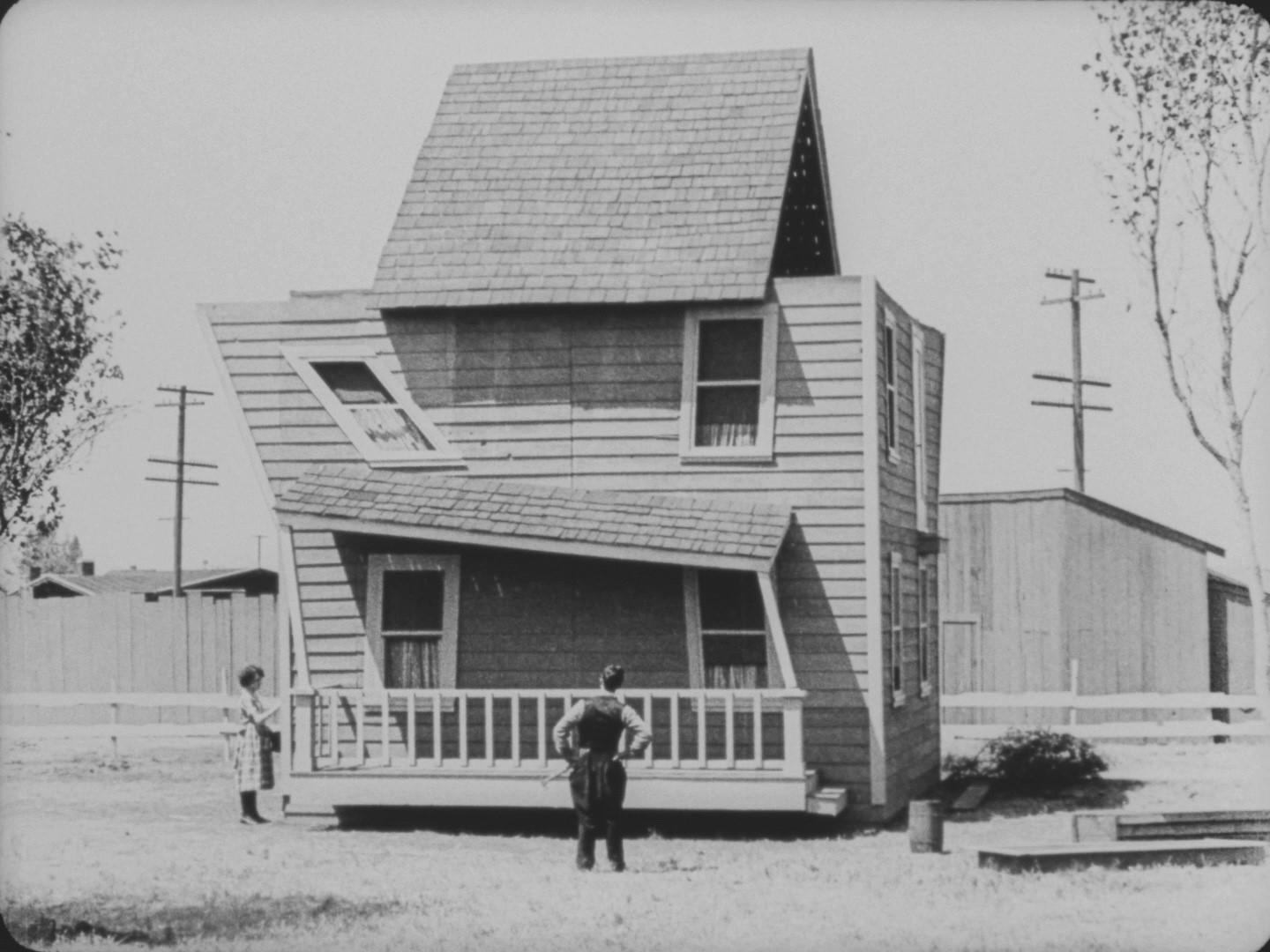
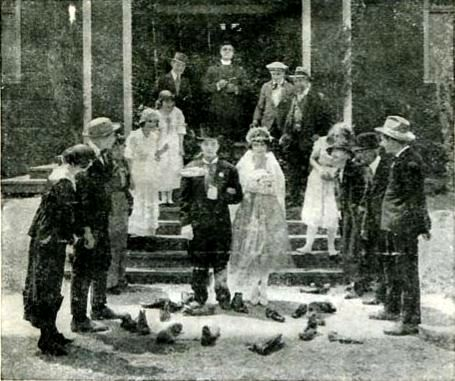
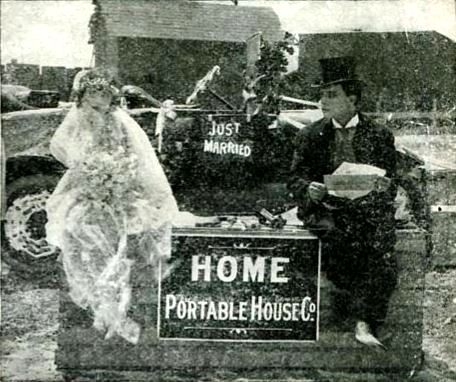
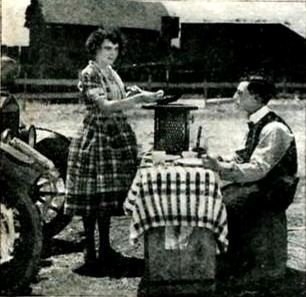
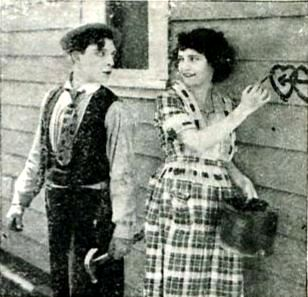
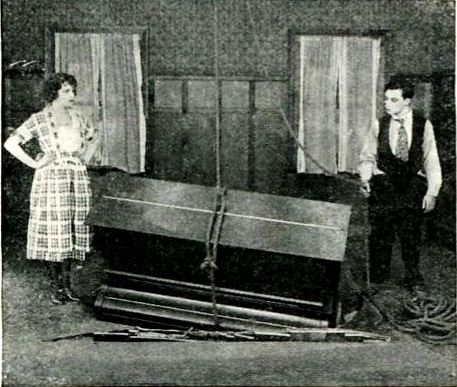
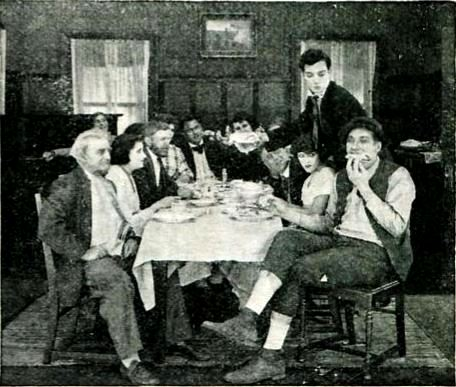

## 같이 보기
- 버스터 키턴의 작품 목록